# 멋장이 세상
"멋장이 세상"은 1988년에 개봉한 대한민국의 영화이다.

## 캐스팅
- 진유영 : 만석 역
- 김진아 : 미스 홍 역
- 김성찬 : 승현 역
- 양택조 : 빼빼 역
- 김형자 : 마누라 역
- 이경희 : 오 마담 역
- 김애경 : 러브마담 역
- 홍성민 : 식당주인 역
- 이강조 : 동혁 역
- 국정환 : 칠용 역
- 노사강 : 면장 역
- 박부양 : 지사 역
- 김정린 : 순이 역
- 박광진 : 순이 父 역
- 최재호 : 과장 역
- 길달호 : 중역 역
- 오도규 : 운전수 역
- 강희주 : 여인 역
- 정동일 : 의사 역
- 김경란 : 포장마차주인 역
- 박용팔 : 계장 역
- 최신영 : 사장 역
- 김신명 : 사모님 역
- 유경애 : 여인 역